# Recht

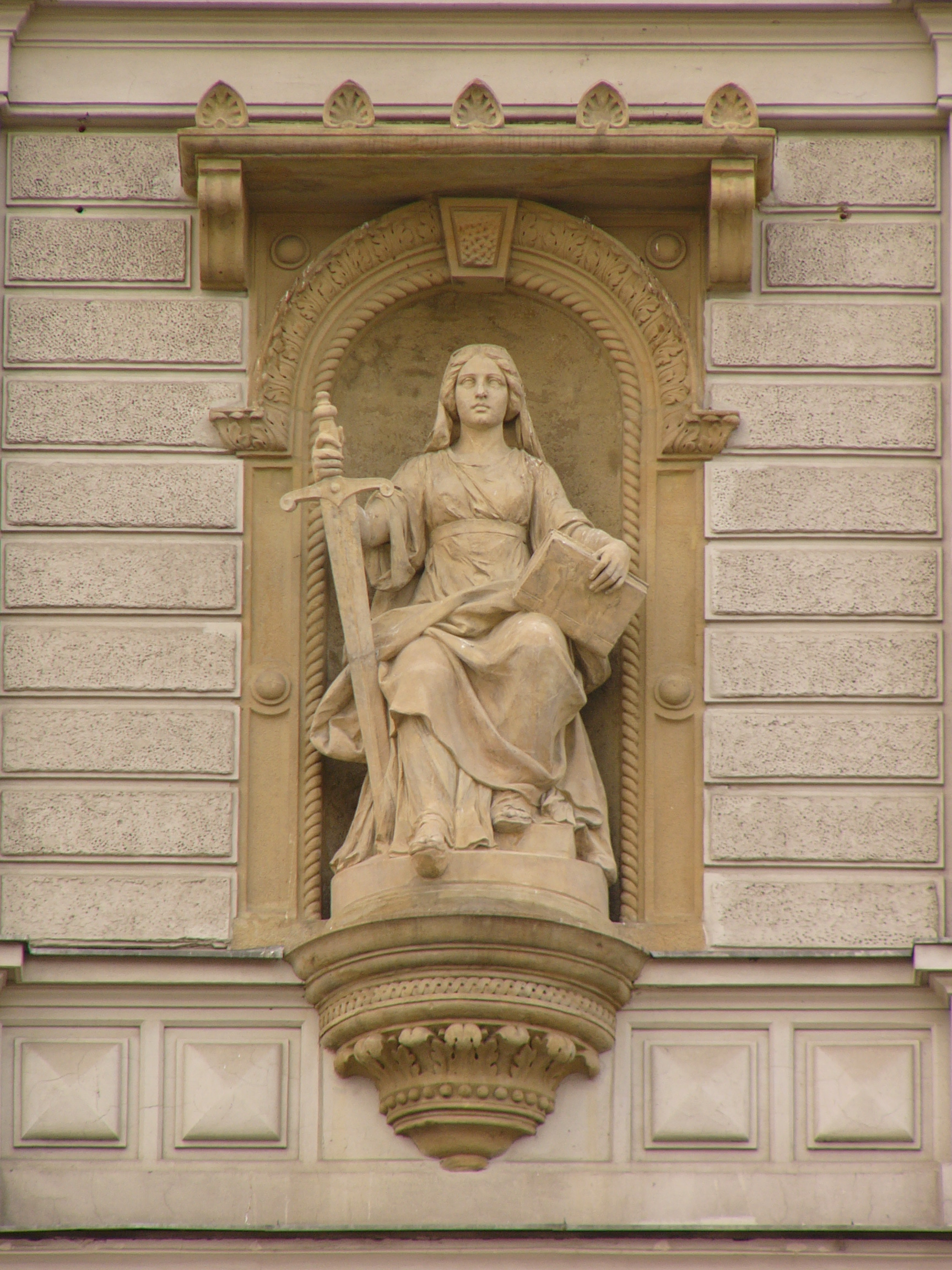
Vrouwe Justitia is het symbool voor de rechtspraak

Het recht is een toestand die door sommige menselijke handelingen verstoord of aangetast, en door andere gehandhaafd, tot stand gebracht of hersteld kan worden. Rechtsregels dragen bij aan de rechtsorde: de vestiging, handhaving of het herstel van het recht in een samenleving. Tegenwoordig verwijst 'recht' vaak naar het systeem van regels waarmee men de maatschappij ordent: de wetsorde. In de wet staat wat geoorloofd is en wat niet. Soms geeft een wet ook voorschriften. Sommige rechtsregels zijn opgeschreven in wetten. Het recht ligt steeds vervat (heeft zijn basis) in een rechtsbron. Het recht kan worden onderverdeeld in verschillende disciplines, 'rechtstakken' genoemd. Iedere rechtstak vormt een apart studieonderdeel binnen een universitaire rechtenopleiding, maar met oog voor hun onderlinge samenhang.

## Inleiding
Het recht is vanouds van groot belang voor een samenleving en behoort tot de klassieke onderwerpen van wetenschappelijke studie. De oudste tot dusver gevonden rechtsbron is de codex van Ur-Nammu, koning van Ur (2500 BC). De studie en de verklaring van het recht is het onderwerp van de rechtswetenschap.

## Indelingen
De rechtswetenschap gebruikt een systeem van onderverdelingen, of classificaties, om zo vanuit het algemene rechtsbegrip de weg makkelijker te kunnen vinden naar een specifiek onderdeel van het recht. Zo zijn er indelingen naar de bron, naar land, naar rechtssysteem (bijvoorbeeld continentaal of napoleontisch versus Angelsaksisch), of naar onderwerp.
| Classificatie naar de bron:                    | Classificatie naar onderwerp:                                 |
| ---------------------------------------------- | ------------------------------------------------------------- |
| - natuurrecht - positief recht - gewoonterecht | - burgerlijk recht - staatsrecht - bestuursrecht - strafrecht |

enzovoort. Elk gebied kent vervolgens een verdere onderverdeling.
Via de verschillende links op deze pagina wordt getracht zo veel mogelijk onderdelen van het recht toegankelijk te maken.
De rechtswetenschap houdt zich niet alleen bezig met de bestudering van bestaande regels positief recht, maar ook met verwante onderwerpen (metajuridische disciplines) als:
- rechtsfilosofie
- rechtsgeschiedenis
- rechtspsychologie
- rechtssociologie
- rechtstheorie

Verwant aan de rechtsgeleerdheid is het vakgebied van de criminologie.

## Indelingen positief recht
Traditioneel wordt het nationale recht ingedeeld in publiekrecht en privaatrecht. Het privaatrecht regelt de verhoudingen tussen particulieren onderling. Het publiekrecht regelt het functioneren van de staat, de verhoudingen tussen particulieren en de staat op het moment dat de staat gebruikmaakt van haar exclusieve bevoegdheden, en de verhoudingen tussen verschillende staatsorganen.
Tot het privaatrecht behoren onder meer het burgerlijk recht en het handelsrecht (of commercieel recht).
Het grondwettelijk recht of staatsrecht, het fiscaal recht of belastingrecht, het administratief recht of bestuursrecht en het strafrecht behoren tot het publiek recht.
Naast, en deels boven, het nationaal recht kent men ook nog het communautaire recht of Europees recht dat bestaat uit het primaire gemeenschapsrecht (verdragen) en het secundaire gemeenschapsrecht (EG-verordeningen en EG-richtlijnen).
Naast dit gemeenschapsrecht, en ook weer deels erboven, staat het internationaal recht dat vooral zijn oorsprong vindt in bilaterale dan wel multilaterale verdragen tussen staten.

### Burgerlijk recht
Het burgerlijk recht (ook wel het civiel of privaatrecht genoemd) regelt de rechtsverhoudingen tussen rechtssubjecten, zoals natuurlijke personen en rechtspersonen. Deelgebieden van het burgerlijk recht zijn onder andere het personen- en familierecht, het rechtspersonenrecht (waaronder het verenigingsrecht en het vennootschapsrecht), het goederenrecht (waaronder het eigendomsrecht en de daarvan afgeleide goederenrechtelijke rechten), het verbintenissenrecht (waaronder de bijzondere overeenkomsten zoals koop en huur), het aansprakelijkheidsrecht en het erfrecht.
Centraal in het burgerlijk recht staat het Burgerlijk Wetboek. In België is het Burgerlijk Wetboek (afkorting: B.W.) geïnspireerd door de Code Civil of de Code Napoleon uit 1804. In Nederland is dit het (nieuw) Burgerlijk Wetboek waar Eduard Meijers de grondlegger van is. Dit wetboek is een structurele herziening van het oude Burgerlijk Wetboek, dat evenals het Belgische op de Code Civil gebaseerd was.

### Sociaal recht
Het sociaal recht is de verzamelterm voor de regels die de sociale grondrechten verder uitwerken.
Het omvat de regels over de verhoudingen tussen werkgevers en werknemers (collectief en individueel arbeidsrecht) en de regels bedoeld die de sociale risico's door maatschappelijke solidariteit opvangen (sociaal zekerheidsrecht en de sociale vangnetten of sociale bijstand).

### Strafrecht
In het strafrecht zijn de regels vastgelegd waaraan burgers zich moeten houden. Houdt iemand zich niet aan deze regels, dan pleegt hij volgens de wet een strafbaar feit. Bij een vermoeden van een strafbaar feit kan hij door het Openbaar Ministerie vervolgd worden en moet, wanneer het Openbaar Ministerie dat beslist, als verdachte voor de rechter verschijnen. Daarvoor wordt eerst een opsporingsonderzoek verricht door de politie of gespecialiseerde inspectiediensten. De keten van strafrecht, ofwel de strafrechtsketen, beschrijft de meest gebruikelijke procedure die wordt doorlopen wanneer iemand berecht wordt voor de door hem begane misdaad.
In het strafrecht kan men twee takken onderscheiden: enerzijds het materieel strafrecht (dit is de beschrijving van strafbare gedragingen en hun straffen) en anderzijds het formeel strafrecht (dit zijn de procedures ter afdwinging van het materieel strafrecht). Het materieel strafrecht wordt in België geregeld door het Strafwetboek (afkorting: Sw.). Het formeel strafrecht wordt ook de strafvordering genoemd en wordt in België geregeld door het Wetboek van Strafvordering (afkorting: Sv.).
In het artikel Strafrecht (Nederland) wordt de strafrechtsketen besproken.

### Staatsrecht
Het staatsrecht beschrijft de organisatie van de staat in al zijn geledingen. Het omvat de regels die voorschrijven hoe de overheidsorganen samengesteld worden, op welke manier ze besluiten moeten nemen en tegenover wie ze verantwoording moeten afleggen.
De staat wordt onderverdeeld in de wetgevende, de uitvoerende en de rechterlijke macht.
Voorbeelden van overheidsorganen zijn het parlement, de regering en de besturen van de gemeenten, de provincies en de waterschappen.
In België ligt het staatsrecht vervat in de Grondwet (afkorting: Gw.).

### Bestuursrecht
Het bestuursrecht of administratief recht regelt de verhoudingen tussen de overheid (de 'administratie') en de burgers. De overheid mag in beginsel alleen beslissingen over burgers of hun eigendommen nemen, wanneer de wet de overheid daartoe legitimeert. Burgers kunnen tegen beschikkingen (schriftelijke besluiten met een rechtsgevolg) van de overheid opkomen bij de bestuursrechter. Tegen feitelijk handelen van de overheid kan een burger opkomen bij de burgerlijke rechter.

### Procesrecht (in België soms gerechtelijk recht)
Het procesrecht regelt hoe een procedure voor een gerechtelijke instantie verloopt. Ieder rechtsgebied kent zijn eigen regels. Dat zijn zowel regels met betrekking tot de wijze waarop een procedure verloopt, als regels over hoe de rechterlijke instantie een procedure moet behandelen.
Het maakt het mogelijk dat materiële rechtsregels kunnen afgedwongen worden. Het omvat niet alleen regels inzake een geschil en een geding, maar ook regels inzake de 'rechtsvordering' van de rechtssubjecten, de 'rechterlijke organisatie', de 'rechtsmacht' en de 'bevoegdheid van de hoven en de rechtbanken', 'executie' en 'arbitrage'.
De organisatie van de rechtbanken wordt in België geregeld door het Gerechtelijk Wetboek. Het Gerechtelijk Wetboek regelt ook de procedures voor de burgerlijke rechtbanken en hoven. De procedures voor strafrechtbanken en -hoven in België wordt geregeld door het Wetboek van Strafvordering (afkorting: Sv.). Nederland kent het Wetboek van Burgerlijke Rechtsvordering het Wetboek van Strafvordering en de Wet op de rechterlijke organisatie. Ook de Algemene wet bestuursrecht geeft regels van procesrecht.

### Belastingrecht
Onder de term belastingrecht of fiscaal recht wordt verstaan het geheel aan regels over de heffing en de invordering van belastingen.
Sommige belastingen zoals de btw en invoerrechten worden door de belastingplichtige zelf berekend en betaald. De belastingplichtige wordt in dat geval ook wel de afdrachtplichtige genoemd. De heffing van andere belastingen is een zaak van de belastinginspecteur, die door middel van een aanslag vaststelt hoeveel belasting iemand verschuldigd is. De ontvanger draagt er zorg voor dat het verschuldigde geld ook daadwerkelijk wordt betaald. Aangezien belastingheffingen in de verhouding overheid-burger plaatsvinden, is belastingrecht in feite onderdeel van het bestuursrecht (of publiekrecht). Belastingrecht kent echter sterk afwijkende procesregels en heeft als discipline een heel ander karakter. Belastingjuristen moeten bijvoorbeeld naast juridische kennis ook economische en boekhoudkennis hebben.

### Milieurecht
Het milieurecht is het geheel van rechtsregels die tot doel hebben het leefmilieu te beschermen. Milieubescherming is verankerd in de grondwet en uitgewerkt in diverse specifieke wetten.

## Functies van het recht
- normatieve functie: een uitdrukking van waarden en idealen.
- geschillenbeslechtende functie: een mechanisme om conflicten te beslechten.
- additionele functie: een manier om mensen de mogelijkheid te geven vooruit te lopen op het gedrag van anderen.
- instrumentele functie: een instrument om wenselijk geachte maatschappelijke doeleinden te realiseren, zoals een optimale verdeling van goederen.

## Aanverwante onderwerpen
Zie ook: Wet

### Algemeen
- Dwingend recht en regelend recht
- Jurisprudentie
- Lijst van rechterlijke uitspraken (Nederland)
- Rechtsgeleerdheid
- Rechtspersoon
- Soeverein

### Rechtstakken
Een aantal van onderstaande rechtstakken wordt soms als onderdeel van een andere rechtstak beschouwd, zo zijn in Nederland het familierecht en het arbeidsrecht onderdeel van het burgerlijk recht.
Burgerlijk recht of civiel recht
- Arbeidsrecht
- Familierecht
- Goederenrecht
- Handelsrecht
- Intellectueel eigendomsrecht, o.a. auteursrecht, naburige rechten, databankenrecht, octrooirecht en merkenrecht (zie ook licentie)
- Jeugdrecht (België)
- Vennootschapsrecht of rechtspersonenrecht
- Verbintenissenrecht
- Verkeersrecht

Publiekrecht
- Belastingrecht
- Bestuursrecht
- Sociaal zekerheidsrecht
- Staatsrecht
- Strafrecht (zie ook criminologie)

### Het Nederlands rechtssysteem
- Nederlands recht
- Nederlandse Grondwet
- Nederlandse wetgeving
  - Civiel recht (Nederland)
  - Strafrecht (Nederland)
  - Bestuursrecht (Nederland)
- Rechterlijke macht
  - Rechter
  - Officier van justitie

### Het Belgische rechtssysteem
- Belgisch recht
- Belgische Grondwet
- Gerechtelijk Wetboek
- Arbeidsrechtbank
- Grondwettelijk Hof
- Hof van assisen
- Hof van Cassatie
- Jeugdrechtbank
- Politierechtbank
- Rechtbank van Eerste Aanleg
- Ondernemingsrechtbank
- Strafrecht (België)
- Strafuitvoeringsrechtbank
- Vredegerecht

### Internationaal
- Europees recht
  - Douanewetgeving
  - Hof van Justitie van de Europese Gemeenschappen
- Internationaal recht
  - Internationaal humanitair recht
  - Internationaal strafrecht
- Rechten van de mens
  - Europees Verdrag voor de Rechten van de Mens
  - Universele Verklaring van de Rechten van de Mens
- Rechtstellende actie
- Sharia

| - Advocaat - Juridisch adviseur - Rechtshulp in Nederland. | - Canoniek recht - Romeins recht - Stadsrechten |

### Belangrijke personen
- Socrates
- Plato met zijn Wetten
- Aristoteles
- Keizer Justinianus met zijn Corpus Iuris Civilis (basis van veel burgerlijk recht)
- Thomas van Aquino met zijn Summa Theologica (basis van het thomisme)
- Hugo de Groot met zijn De iure belli ac pacis (basis van het moderne volkenrecht)
- Charles Montesquieu met zijn Over de geest van de wetten (basis van de scheiding der machten)